# 22567 Zenisek
22567 Zenisek è un asteroide della fascia principale. Scoperto nel 1998, presenta un'orbita caratterizzata da un semiasse maggiore pari a 2,3308509 UA e da un'eccentricità di 0,1396331, inclinata di 6,37256° rispetto all'eclittica.